# Yio Chu Kang
Yio Chu Kang – stacja naziemna Mass Rapid Transit (MRT) na North South Line w Singapurze. Stacja znajduje się na Ang Mo Kio Avenue. W pobliżu stacji znajduje się centrum sportowe oraz zajezdnia autobusowa Ang Mo Kio.